# Liste der Stolpersteine in Barmstedt

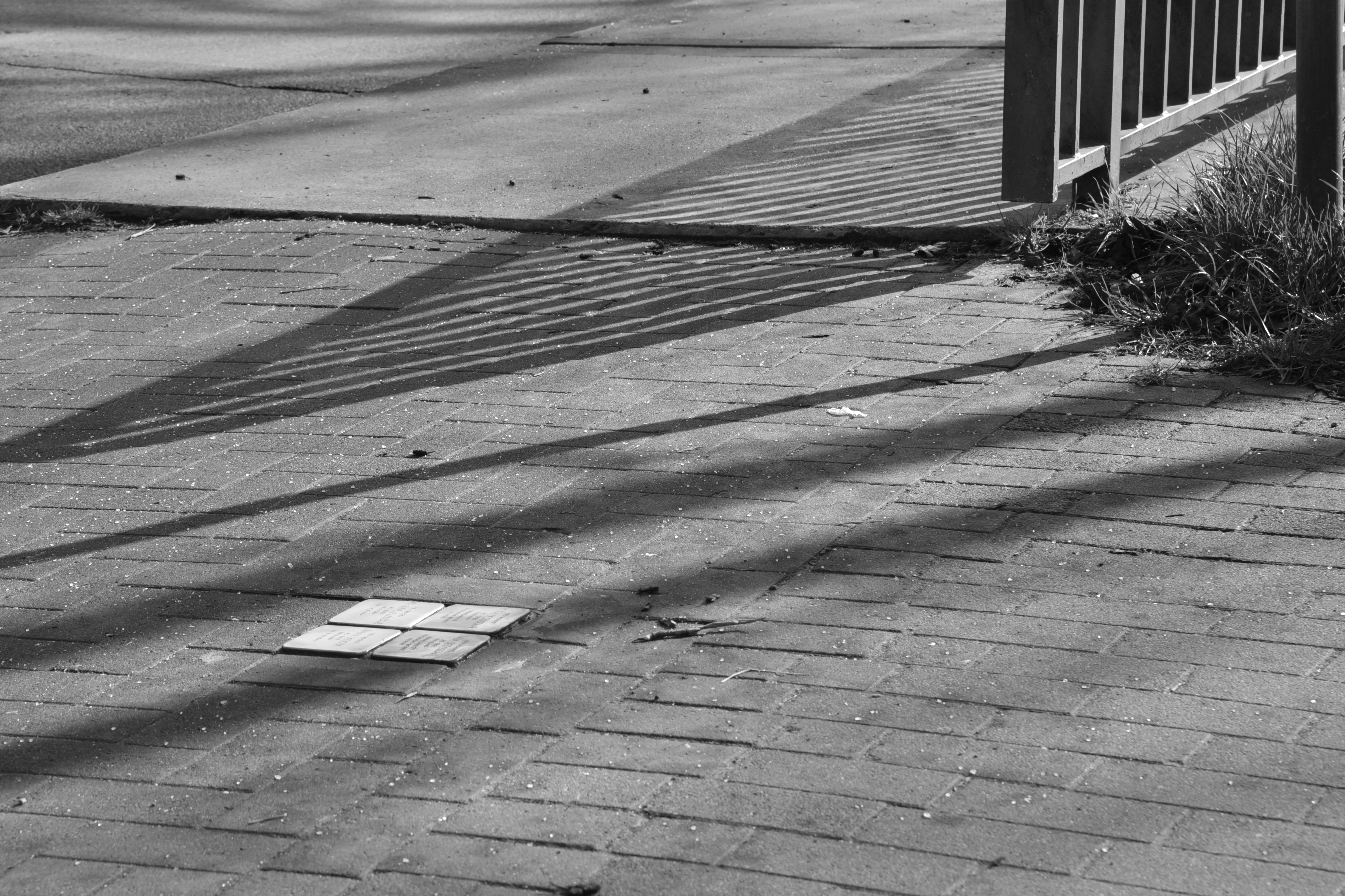
Stolpersteine in Barmstedt

Die Liste der Stolpersteine in Barmstedt enthält alle Stolpersteine, die im Rahmen des gleichnamigen Kunst-Projekts von Gunter Demnig in der Stadt Barmstedt verlegt wurden. Mit ihnen soll an Opfer des Nationalsozialismus erinnert werden, die in der Stadt lebten und wirkten.
Ein erster Stein wurde am 3. Juni 2013 verlegt.

## Verlegte Stolpersteine
In Barmstedt wurden bisher sieben Stolpersteine an drei Adressen verlegt.
| Stolperstein | Inschrift | Verlegeort        | Name, Leben |
| ------------ | --- | ----------------- | --- |
|              | HIER WOHNTE DUNJA DEDOSCHA JG. 1921 RUSSLAND ZWANGSARBEIT SCHLICKUM-WERKE BEFREIT                                   | Austraße 10 ·     | Dunja Dedoscha wurde 1921 in der Ukraine geboren. Sie war verheiratet mit Peter Dedoscha, das Paar hatte zwei Kinder, Iwan (geboren 1941) und Valentina (geboren 1940). Sie und ihr Mann waren als Zwangsarbeiter im Wachs- und Ceresinwerk J. Schlickum (Schlickum-Werke) eingesetzt, wahrscheinlich waren sie dafür 1941 hierher deportiert worden. Beide Kinder überlebten nicht, Dunja und Peter Dedoscha wurden befreit. |
|              | HIER WOHNTE IWAN DEDOSCHA JG. 1941 RUSSLAND TOT 19.12.1943                                                          | Austraße 10 ·     | Iwan Dedoscha, auch Jwan, wurde am 2. November 1941 in Kiew geboren. Seine Eltern waren Peter und Dunja Dedoscha. Er hatte eine ältere Schwester, Valentina. Seine Eltern waren Zwangsarbeiter in Barmstedt. Iwan Dedoscha hat die schlechten Bedingungen, unter denen Zwangsarbeiter hier leben mussten, nicht überlebt, er starb am 19. Dezember 1943 an einer Lungenentzündung. Ein Grabstein für ihn befindet sich auf dem Barmstedter Friedhof, 1992 hatte die Kirche alle Gräber für Zwangsarbeiter und deren Kinder beseitigen lassen, im Jahr 2016 wurden nach dreijährigen Verhandlungen wieder Grabsteine für sie errichtet. Seine Eltern überlebten. |
|              | HIER WOHNTE PETER DEDOSCHA JG. 1910 RUSSLAND ZWANGSARBEIT SCHLICKUM-WERKE BEFREIT                                   | Austraße 10 ·     | Peter Dedoscha wurde 1910 in der Ukraine geboren. Er war verheiratet mit Dunja Dedoscha, das Paar hatte zwei Kinder, Iwan (geboren 1941) und Valentina (geboren 1940). Er und seine Frau wurden wohl 1941 aus der Ukraine nach Barmstedt deportiert und hier als Zwangsarbeiter im Wachs- und Ceresinwerk J. Schlickum (Schlickum-Werke) eingesetzt. Beide Kinder überlebten nicht, Peter und Dunja Dedoscha wurden befreit. |
|              | HIER WOHNTE VALENTINA DEDOSCHA JG. 1940 RUSSLAND TOT 20.1.1944                                                      | Austraße 10 ·     | Valentina Dedoscha wurde am 5. Oktober 1940 in Kiew geboren. Ihre Eltern waren Peter und Dunja Dedoscha. sie hatte einen jüngeren Bruder, Iwan. Ihre Eltern waren Zwangsarbeiter in Barmstedt. Valentina Dedoscha hat die schlechten Bedingungen, unter denen Zwangsarbeiter hier leben mussten, nicht überlebt, sie starb am 20. Januar 1944 an Verdauungsstörungen und Krämpfen. Ein Grabstein für sie befindet sich auf dem Barmstedter Friedhof, 1992 hatte die Kirche alle Gräber für Zwangsarbeiter und deren Kinder beseitigen lassen, im Jahr 2016 wurden nach dreijährigen Verhandlungen wieder Grabsteine für sie errichtet. Ihre Eltern haben überlebt. |
|              | HIER WOHNTE ADAM PLASZCYK JG. 1943 POLEN TOT 4.2.1945                                                               | Mühlenstraße 39 · | Adam Plaszcyk wurde am 5. April 1943 in Ellerbek geboren. Seine Mutter war Franziska Plasczyk die als Zwangsarbeiterin in Barmstedt tätig war. Er überlebte die Bedingungen nicht, unter denen Zwangsarbeiter hier leben mussten. Adam Plaszcyk verlor am 4. Februar 1945 sein Leben in Folge einer Lungenentzündung und Herzschwäche. Ein Grabstein erinnert seit 2016 auf dem hiesigen Friedhof an ihn. Seine Mutter wurde befreit und überlebte. Ein Grabstein für ihn befindet sich auf dem Barmstedter Friedhof, 1992 hatte die Kirche alle Gräber für Zwangsarbeiter und deren Kinder beseitigen lassen, im Jahr 2016 wurden nach dreijährigen Verhandlungen wieder Grabsteine für sie errichtet. Seine Mutter hat überlebt. |
|              | HIER WOHNTE FRANZISKA PLASZCYK POLEN ZWANGSARBEIT BAUMSCHULE BEFREIT                                                | Mühlenstraße 39 · | Franziska Plaszcyk wurde in Polen geboren. Sie hatte einen 1943 noch in Polen geborenen Sohn, Adam. Sie war als Zwangsarbeiterin in Barmstedt eingesetzt, entweder in einer Baumschule oder in der Konservendosenfabrik Zeigmeister (später Züchner). Ihr Sohn starb 1945 auf Grund der schlechten Bedingungen, unter denen Zwangsarbeiter lebten. Franziska Plaszcyk überlebte und wurde befreit. |
|              | HIER WOHNTE RUDOLF SASS JG. 1912 EINGEWIESEN 1935 LANDESHEILANSTALT SCHLESWIG ZWANGSSTERILISIERT 1937 TOT 17.3.1942 | Königstraße 29 ·  | Rudolf Saß wurde am 16. Juli 1912 in Barmstedt geboren. Seine Eltern waren der Musiker Rudolf Joachim Saß und dessen Frau Martha Katharine Marie Saß. Er hatte zumindest einen Bruder. Saß bekam von seinem Vater Geigen- und Klavierunterricht, zusammen mit seinem Vater gab er Konzerte. Neben der Musik war er auch Fotograf mit Leidenschaft. Nachdem er sich einer Nervenoperation unterzog, die ein Asthma-Leiden kurieren sollte, litt er öfter unter starken Kopfschmerzen, eine ortsansässige Heilpraktikerin konnte ihm nicht helfen. Am 18. Januar 1935 wurde Rudolf Saß in die Landesheil- und Pflegeanstalt Schleswig eingewiesen, man erhoffte sich dort eine Besserung. Die Ärzte diagnostizierten Schizophrenie, begründeten diese Diagnose aber nicht. Seine Eltern versuchten ihn wieder nach Hause zu holen, dieses wurde, unter der Auflage eine Sterilisation durchzuführen, genehmigt. Am 27. November 1937 wurde Saß zu seinen Eltern entlassen, verblieb dort aber nur fünf Tage und wurde dann wieder in der Heilanstalt aufgenommen, wo er wiederum bis 15. August 1939 verblieb. Sein Vater erwirkte wieder eine Entlassung, gegen den Willen der Ärzte, am 28. Oktober 1939 wurde er aber erneut in der Heilanstalt aufgenommen. Nach dem Beginn des Zweiten Weltkrieges kam es in den Heil- und Pflegeanstalten zu extremen Rationierungen, es gab nur noch Hungerkost und im Winter wurde das Heizmaterial eingespart. Rudolf Saß verlor am 17. März 1942, geschwächt von mangelhafter Ernährung und Kälte, sein Leben auf Grund einer offenen Lungentuberkulose. |

## Verlegedaten
Die Stolpersteine wurden vom Künstler Gunter Demnig persönlich an folgenden Tagen verlegt:
- 3. Juni 2013: Rudolf Saß
- 2. Dezember 2015 für die Familien Dedoscha und Plaszcyk

## Nachweise
1. ↑  Stolpersteine für die Familie Dedoscha, abgerufen am 18. November 2021
2. ↑  Barmstedter Zeitung: Zum Gedenken an die Opfer von Zwangsarbeit - AG will Gräber wiederherstellen, abgerufen am 18. November 2021
3. ↑  Stolpersteine für Franziska und Adam Plasczyk, abgerufen am 18. November 2021
4. ↑  Spurensuche Kreis Pinneberg: Rudi Saß, abgerufen am 18. November 2021

- Karte mit allen Koordinaten:
- OSM |
- WikiMap